# Cycloderma aubryi
La tartaruga alata di Aubry (Cycloderma aubryi Duméril, 1856) è una tartaruga d'acqua dolce della famiglia dei Trionichidi.

## Descrizione
Il carapace (di forma ovale e lungo fino a 55 cm) è marrone, con una sottile striscia vertebrale scura; negli adulti è completamente liscio, mentre negli esemplari giovani presenta una carena vertebrale e numerosi tubercoli sparsi. Il termine «alata» deriva dalla presenza di due alette femorali situate sul piastrone che ricoprono le zampe quando vengono retratte nel carapace. Sul piastrone, di colore giallastro, spiccano alcune chiazze marroni. La testa è marroncina con cinque sottili linee longitudinali: una mediana che si estende dalla sommità del capo al collo e altre quattro, due per lato, situate su ciascun lato della faccia, che vanno dalle narici, attraverso le orbite, fino al collo. Il mento e la gola sono gialli macchiati di marrone; gli arti sono marroni. I piccoli hanno un carapace di 55 mm che varia nella colorazione dall'arancio al rame, con macchie nere sparse e una sottile striscia vertebrale marrone. Il piastrone è giallo con una grossa macchia marrone a forma di V.

## Distribuzione e habitat
La tartaruga alata di Aubry vive nelle regioni centrali del continente africano, in Repubblica Centrafricana, Gabon, Cabinda, Congo-Brazzaville e Repubblica Democratica del Congo. Si incontra solamente nei corsi d'acqua che scorrono nelle foreste pluviali.

## Biologia
Proprio a causa degli impenetrabili habitat in cui vive, la biologia di questa specie è ancora in gran parte sconosciuta.